# Училището на магическите животни
„Училището на магическите животни“ (на немски: Die Schule der magischen Tiere) е немски приключенски филм от 2021 г. на режисьора Грегор Шницлер по сценарий на Виола Шмидт и Джон Чамбърс и е базиран на едноименния роман, написан от Маргит Ауер. Във филма участват Емилия Майер, Ленърд Конрадс, Лорис Сихровски, Наджа Ухл, Юстус фон Донани и др. Премиерата на филма излиза по кината в Германия на 14 октомври 2021 г. През 2022 г. излиза продължение, озаглавено „Училището на магическите животни 2“.

## Актьорски състав
- Емилия Майер – Ида Кроненберг
- Ленърд Конрадс – Бени
- Лорис Сихровски – Джо Уиланд
- Наджа Ухл – Мери Корнфийлд
- Юстус фон Донани – Хериберт Сигман, директор на училището
- Хейко Пинковски – Уили Вондрашек
- Мартин Нет – двоен Уили Вондрашек
- Марлийн Лозе – Елвира Кроненберг
- Милан Пешел – Мортимър Морисън
- Емилия Пиеске – Хелен Мей
- Макс Фон Гробен – лисицата Рабат
- Катарина Талбах – костенурката Хенриета
- Софи Ройс – свраката Пинки
- Мона Зеефрид – госпожа Шмидт

## В България
В България филмът излиза по кината на 31 май 2024 г., разпространен от „Про Филмс“.

### Нахсинхронен дублаж
| Роля              | Изпълнител                                                   |
| ----------------- | ------------------------------------------------------------ |
| Ида               | Елена Грозданова                                             |
| Рабат             | Виктор Иванов                                                |
| Бенямин (Бени)    | Йорданка Илова                                               |
| Хенриета          | Елисавета Господинова                                        |
| Директор Зигман   | Даниел Цочев                                                 |
| Йонатан (Йо)      | Теодор Славов                                                |
| Мис Корнфийлд     | Елена Русалиева                                              |
| Елвира Кроненберг | Десислава Знаменова                                          |
| Мортимър Морисън  | Николай Николов                                              |
| Вондрашек         | Стефан Сърчаджиев-Съра                                       |
| Родителите на Йо  | Христо Узунов Нина Гавазова                                  |
| Пинки             | Ана-Мария Лалова                                             |
| Бащата на Бени    | Радослав Рачев                                               |
| Хелън             | Ангелина Русева                                              |
| Други гласове     | Евгения Ангелова Петър Каменов Веселин Симеонов Андрей Манов |

| Обработка           | студио „Про Филмс“                                |
| ------------------- | ------------------------------------------------- |
| Режисьор на дублажа | Анна Тодорова                                     |
| Тонрежисьори        | Детелина Ралчевска Васил Стаменов Станислав Донев |
| Преводач            | Димана Воденичарска                               |